# Miriam Mueller-Stahl
Miriam Mueller-Stahl (* 10. August 1982) ist eine deutsche Schauspielerin.

## Leben
Die Tochter der Erzieherin Elke Mueller-Stahl machte von 2001 bis 2005 eine Ausbildung zur Schauspielerin am Theater Orange und am Bühnenstudio der Darstellenden Künste in Hamburg. Von 2008 bis 2012 absolvierte sie ein Studium der Kulturwissenschaften an der Leuphana Universität in Lüneburg.
Seit 1994 steht Miriam Mueller-Stahl vor der Kamera. Dabei war sie wiederholt unter der Regie ihres Bruders Lars Jessen zu sehen.
Miriam Mueller-Stahl spricht Englisch, Französisch und Italienisch und spielt Klavier.

## Filmografie (Auswahl)
- 1994: Die Fallers[1]
- 1995: Die Wache[1]
- 2001: Teenaged
- 2002: Rosenzeit
- 2002: Großstadtrevier[1]
- 2005: Zwei gegen Zwei[1]
- 2005: Chaos statt Laos[1]
- 2006: Da kommt Kalle – Jugendsünde
- 2006: Heimatgeschichten[1]
- 2006: Doppelter Einsatz – Überdosis Warten
- 2007: Die Rettungsflieger – Echte Freundschaft
- 2007: Der Dicke – Tisch und Bett
- 2008: Dorfpunks[1]
- 2009: Im 7. Himmel – Nachricht von Tom[1]
- 2010: Großstadtrevier – Frohe Weihnachten, Dirk Matthies![1][2]
- 2012: Filmstadt[1]
- 2019: Lotta und der schöne Schein (Filmreihe)